# Libia en los Juegos Olímpicos de París 2024
Libia estuvo representada en los Juegos Olímpicos de París 2024 por seis deportistas, cinco hombres y una mujer, que compitieron en cinco deportes.
Los portadores de la bandera en la ceremonia de apertura fueron el halterófilo Ahmed Abuzriba y la nadadora Mek Almukhtar. El equipo olímpico libio no obtuvo ninguna medalla en estos Juegos.